# Psophodes cristatus
Psophodes cristatus là một loài chim trong họ Psophodidae.